# Валлебона
Валлебона (італ. Vallebona, ліг. Valebòna) — муніципалітет в Італії, у регіоні Лігурія,  провінція Імперія.
Валлебона розташована на відстані близько 450 км на північний захід від Рима, 125 км на південний захід від Генуї, 31 км на захід від Імперії.
Населення — 1319 осіб (2014).
Щорічний фестиваль відбувається 10 серпня. Покровитель — san Lorenzo martire.

## Демографія
Населення за роками:

Станом на 1 січня 2023 року в муніципалітеті офіційно проживав 91 іноземець з 24 країн, серед них 45 громадян країн Євросоюзу.

## Сусідні муніципалітети
- Бордігера
- Оспедалетті
- Перинальдо
- Сан-Б'яджо-делла-Чима
- Себорга
- Сольдано
- Валлекрозія